# Vườn quốc gia Ojców
Vườn quốc gia Ojców (tiếng Ba Lan: Ojcowski Park Narodowy ) là một công viên quốc gia ở hạt Kraków, Voivodeship Ba Lan ở miền nam Ba Lan, được thành lập vào năm 1956. Nó lấy tên từ làng Ojców, nơi nó cũng có trụ sở chính. Chopin đã đến thăm Ojców vào năm 1829.
Đây là công viên quốc gia nhỏ nhất của Ba Lan, với diện tích ban đầu là 14.40 km2, kể từ khi mở rộng lên 21.46 km2. Trong khu vực này, 15.28 km2 là rừng và 2.51 km2 được bảo vệ nghiêm ngặt. Công viên cách khoảng 16 km về phía bắc của Kraków, trong Kraków-Częstochowa Vùng cao có tuổi Jurassic.

## Địa lý
Địa hình Karst của đá gốc hòa tan đặc trưng cho công viên, ngoài hai thung lũng sông (Prądnik và Saspówka) có nhiều vách đá vôi, khe núi và hơn 400 hang động. Hang lớn nhất trong số đó, Hang Łokietek's (được cho là đã che chở cho Vua Władysław I Lokietek, người mà hang này được đặt tên theo), là 320 m sâu. Khu vực này cũng được chú ý bởi thành hệ đá của nó, nổi tiếng nhất là Câu lạc bộ Hercules, cao cột đá vôi cao 25m.
Công viên Ojcowski rất đa dạng sinh học; hơn 5500 loài cư trú trong công viên. Chúng bao gồm 4600 loài côn trùng (bao gồm 1700 bọ cánh cứng và 1075 loài bướm) và 135 loài chim. Động vật có vú bao gồm hải ly, lửng, chồn ecmin và 15 loài dơi, nhiều loài ngủ đông trong hang động của công viên trong mùa đông.

## Nơi ở và văn hóa của con người
Khu định cư sớm nhất trong khu vực có niên đại Thời kỳ đồ đá cũ, khoảng 120.000 năm trước. Vùng Ojców rất giàu đá lửa, thu hút những người đầu tiên.
Công viên chứa nhiều lâu đài, bao gồm một lâu đài gothic đổ nát tại Ojców và một lâu đài thời Phục hưng được bảo tồn tốt hơn tại Pieskowa Skała, cả hai đều trên Đường mòn du lịch " Tổ Đại bàng ". Có hai bảo tàng trong công viên, Bảo tàng Giáo sư Władyslaw Szafer (được đặt theo tên của người đầu tiên ủng hộ việc tạo ra một công viên quốc gia trong khu vực Ojców) và một nhánh của Bộ sưu tập Nghệ thuật Quốc gia có trụ sở tại Krakow, nằm trong Pieskowa Skała Lâu đài.